# Osiedle Przedwiośnie (Katowice)
Osiedle Przedwiośnie – osiedle mieszkaniowe, położone we wschodniej części Katowic. Leży pomiędzy Dąbrówką Małą a Burowcem, na terenie dzielnicy Szopienice-Burowiec. Wybudowane w latach 60. XX wieku osiedle obejmuje ulice: Pogodną, Przedwiośnie i Kuśnierską.

## Charakterystyka
Osiedle Przedwiośnie zostało zbudowane w latach 60. XX wieku. Było ono budowane stopniowo do końca do 1968 roku, kiedy to wówczas powstały ostatnie bloki – przy ul. Pogodnej 2 i ul. Przedwiośnie 8a. W latach 70. XX wieku po zachodniej stronie osiedla powstał pierwszy kompleks garaży, a nowe powstawały stopniowo do 1985 roku. W 2008 roku bloki na osiedlu przy ul. Pogodnej przeszły termomodernizację. Nazwy ulic na terenie osiedla (ul. Przedwiośnie oraz ul. Pogodna) nadano w 1964 roku.
Osiedle od zachodu rozgraniczone jest przez linię kolejową nr 161 Katowice Szopienice Północne – Chorzów Stary, od północy przez al. Walentego Roździeńskiego, od wschodu ul. gen. Józefa Hallera, natomiast od południa ul. Kuśnierską. Udział powierzchni zabudowanej w powierzchni terenu osiedla wynosi 27%, wskaźnik intensywności zabudowy (netto) − 1.06 WIZ, natomiast średnia ważona liczby kondygnacji to 3,93.

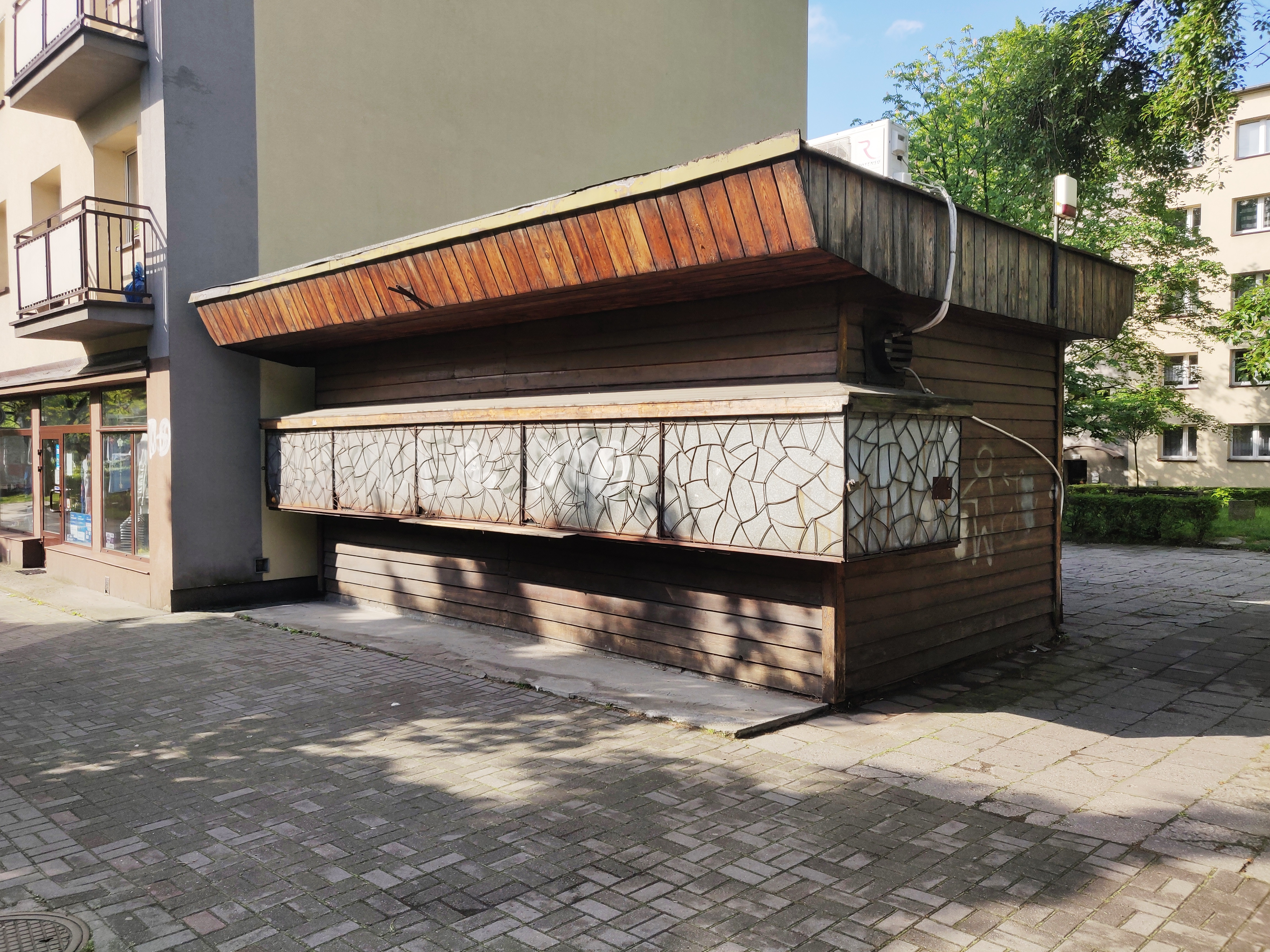
Kiosk warzywny przy ul. Przedwiośnie (rozebrany w styczniu-lutym 2024)

Budynki osiedla są w zarządzie różnych administracji, w tym Administracji Osiedla Szopienice Katowickiej Spółdzielni Mieszkaniowej, zarządzającej budynkami przy ul. Przedwiośnie 1-1a 3-3a, 5-5a, 7-7b i 9-9b oraz Administracji Budynków AD1 Szopienice, która administruje obiektami przy ul. Przedwiośnie: 2, 4, 6, 8, 8a, 10 i 10a.
Na osiedlu zlokalizowane są placówki usługowo-handlowe różnego typu. Według stanu z października 2020 roku, są tutaj m.in.: Centrum Stomatologiczne WAMED (ul. Pogodna 2a), Wydawnictwo ALATUS (ul. Pogodna 2), salon fryzjerski (ul. Pogodna 2b), warzywniak (ul. Przedwiośnie 12b), Agencja Pocztowa Poczty Polskiej (ul. Przedwiośnie 10a), Oddział 14 w PKO Banku Polskiego (ul. Przedwiośnie 8a), bar, dwie piekarnie (ul. Przedwiośnie 2 i 8a), kiosk RUCH-u (ul. Przedwiośnie 10a-12b) i sklepy spożywcze (w tym Odido przy ul. Przedwiośnie 6a).
W pobliżu osiedla, przy ul. gen. Józefa Hallera 60 zlokalizowany jest Zespół Szkół Handlowych in. Bolesława Prusa, na który składa się Technikum nr 5 oraz Branżowa Szkoła I stopnia nr 3. Również w tym samym budynku mieści się Miejskie Przedszkole nr 60. Wierni rzymskokatoliccy z osiedla przynależą do parafii św. Antoniego z Padwy w Dąbrówce Małej.

## Transport
Osiedle Przedwiośnie od północnego zachodu sąsiaduje z jedną z najważniejszych arterii komunikacyjnych Katowic – aleją Walentego Roździeńskiego, która jest częścią drogi ekspresowej S86. Północno-wschodnią stroną biegnie ulica gen. Józefa Hallera, która łączy osiedle w kierunku północno-zachodnim z Dąbrówką Małą, a na południowy wschód z Burowcem i Roździeniem. W północnej części osiedla znajduje się bezkolizyjny węzeł obydwu dróg, który powstał pomiędzy 1978 a 1983 rokiem. Przez osiedle przebiegają ulice: Pogodna, Przedwiośnie i Kuśnierska. Mają one charakter dróg dojazdowych.
Publiczny transport zbiorowy przy osiedlu Przedwiośnie zapewniają linie autobusowe kursujące na zlecenie Zarządu Transportu Metropolitalnego z dwóch przyległych do osiedla przystanków: Dąbrówka Mała Skrzyżowanie (stanowiska w kierunku Sosnowca) i Burowiec Szkoła. Z pierwszego przystanku, według stanu z października 2020 roku, odjeżdżają następujące linie: 40, 154, 177, 800, 805, 807, 808, 811, 813, 814, 815, 817, 818, 831, 835 oraz linia nocna nr 908N. Mają one charakter przeważnie międzymiastowy i w głównej mierze łączą one osiedle z ośrodkami w Zagłębiu Dąbrowskim, a także z niektórymi dzielnicami Katowic (głównie ze Śródmieściem). Z przystanku Burowiec Szkoła kursują następujące linie: 72, 74, 108, 109 i linia nocna 906N. Łączą bezpośrednio osiedle z północnymi dzielnicami Katowic, a także z Chorzowem i Siemianowicami Śląskimi.

## Galeria

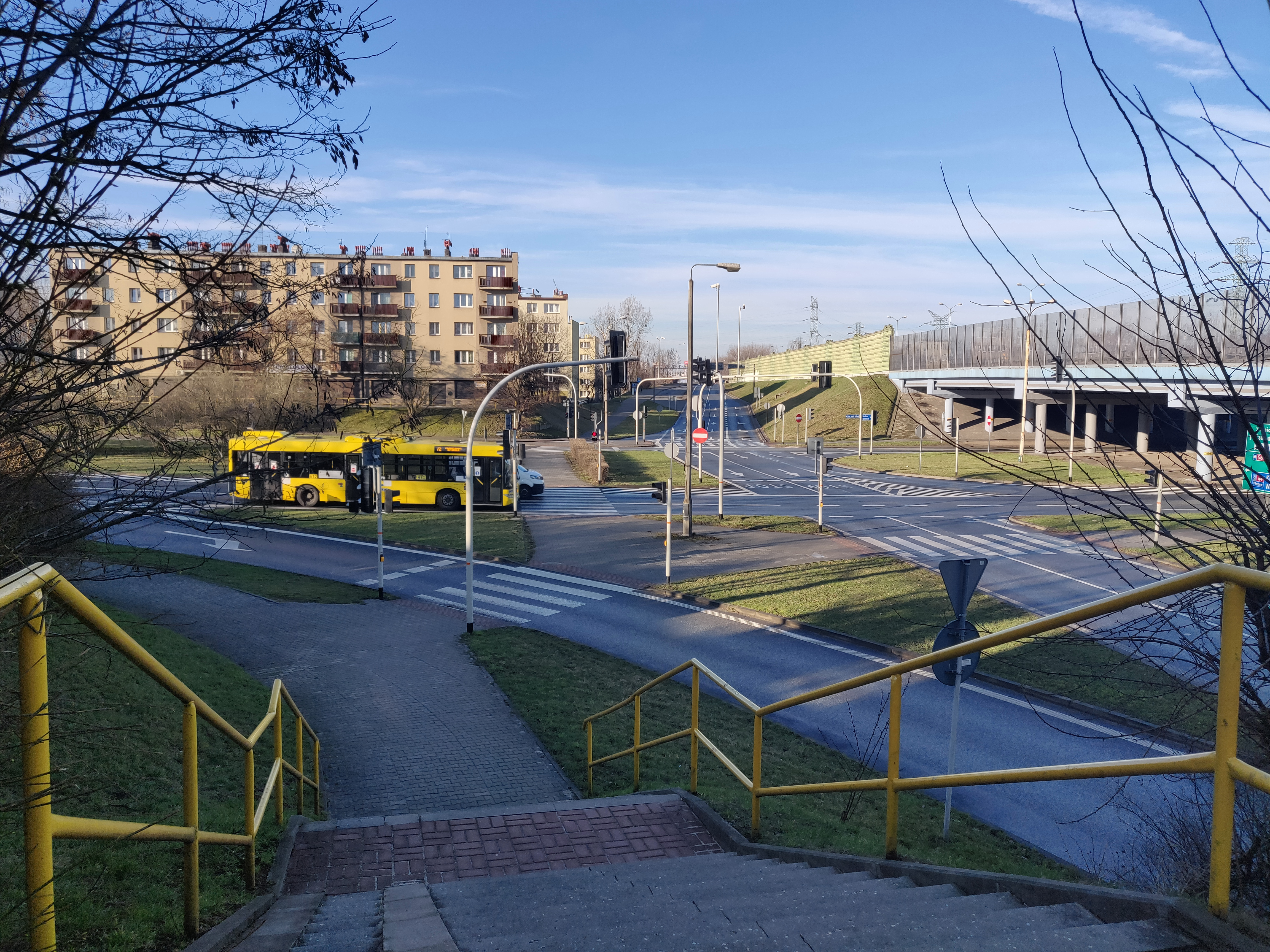
Fragment węzła al. W. Roździeńskiego z ul. gen. J. Hallera
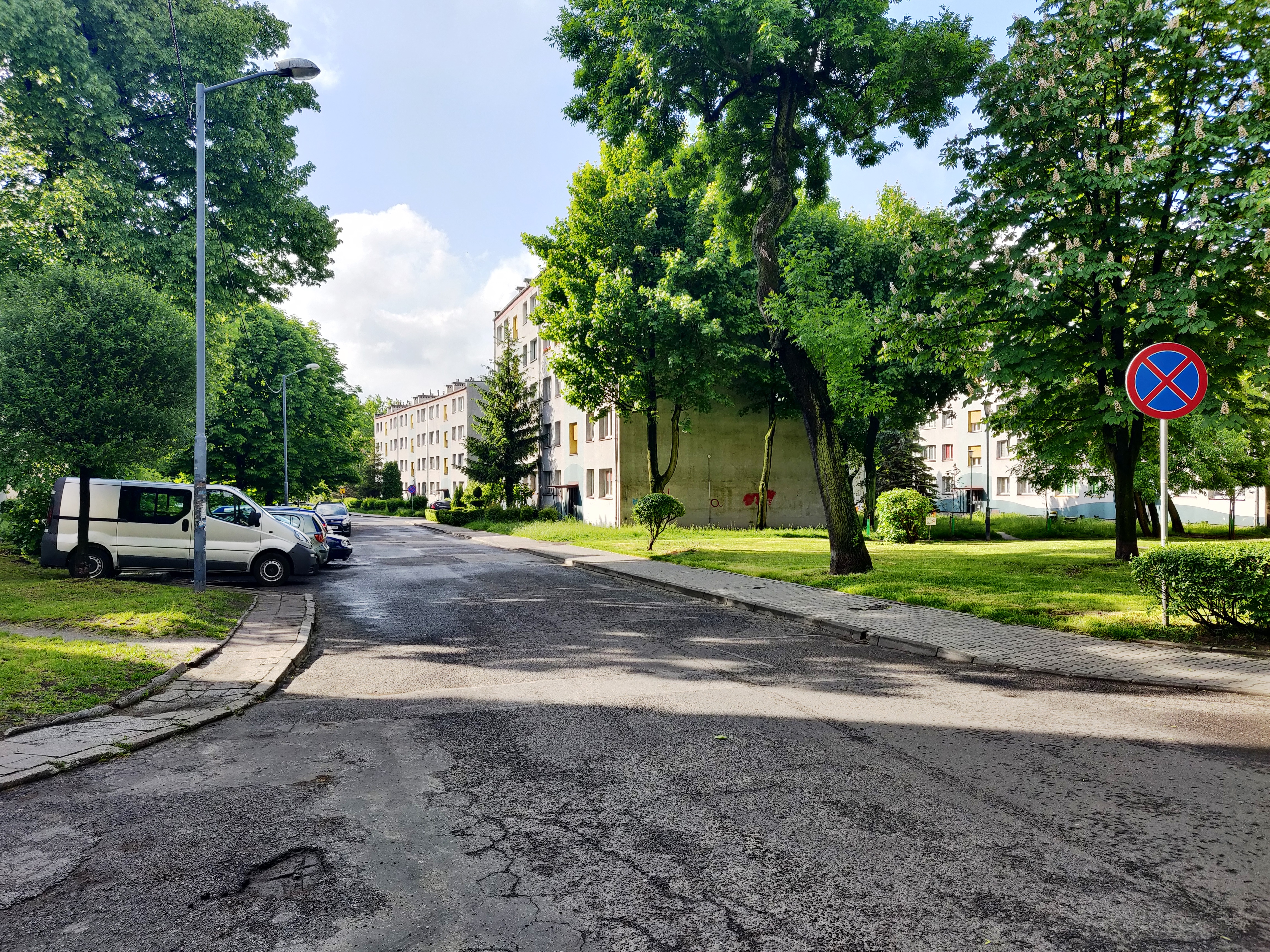
Fragment osiedla (ul. Przedwiośnie)
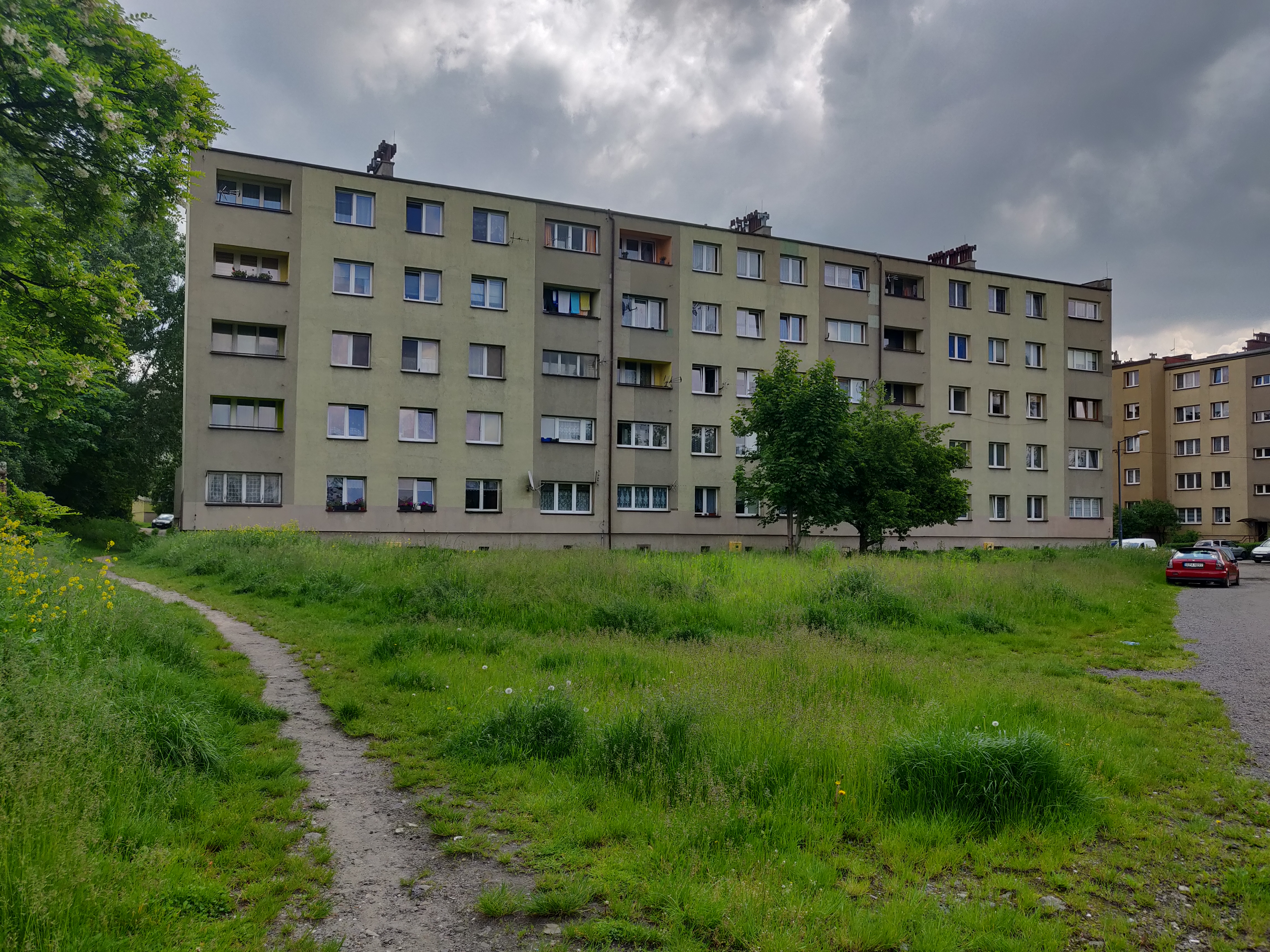
Budynek przy ul. Pogodnej 8-8b